# Província de Siracusa

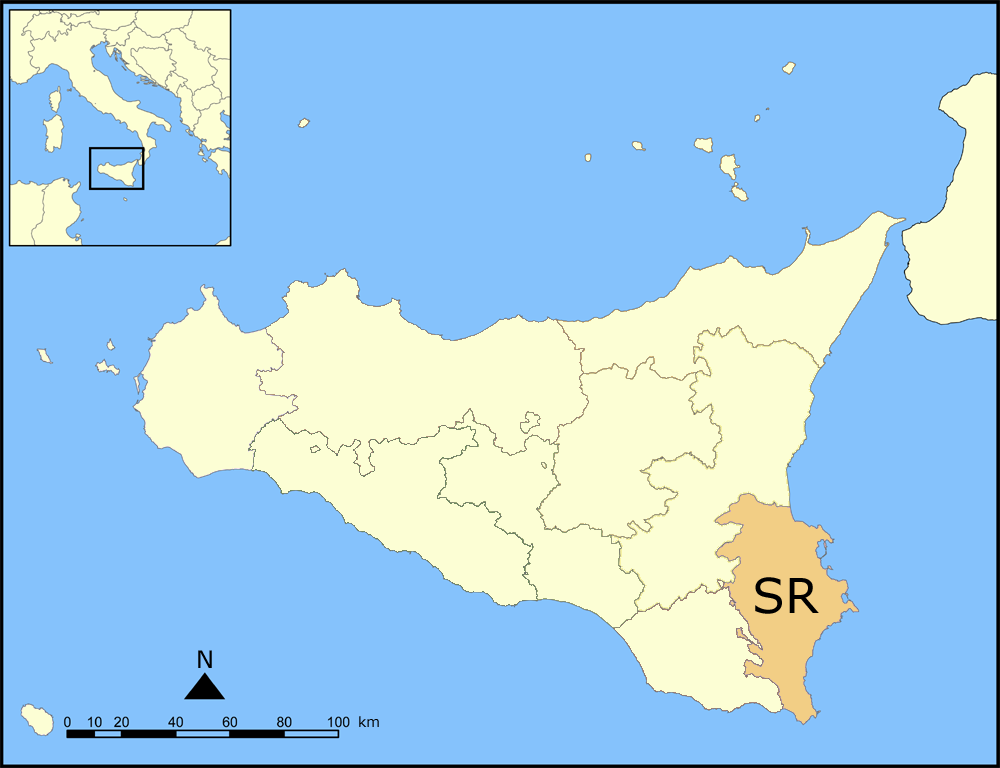
Ubicació de la província dins de Sicília

La província de Siracusa (sicilià Pruvincia di Sarausa) és una província que forma part de la regió de Sicília dins Itàlia. La seva capital és Siracusa.
Limita al nord i nord-oest amb la ciutat metropolitana de Catània, a l'oest amb la província de Ragusa, i a l'est amb la Mar Jònica i al sud amb la mar Mediterrània.
Té una àrea de 2.124,13 km², i una població total de 403.985 hab. (2016). Hi ha 21 municipis a la província.